# Josef Strnadel
Josef Strnadel (* 23. Februar 1912 in Trojanovice; † 4. März 1986 in Prag) war ein tschechischer Schriftsteller, Übersetzer und Literaturtheoretiker.

## Leben
Strnadel war ein Neffe des Bildhauers Jan Knebl und der Bruder von Bohumír, Antonín und Václav Strnadel. Nach dem Besuch des Realgymnasiums in Místek und der Mature in Brünn nahm er 1931 ein Studium der tschechischen und französischen Sprache, Phonetik, Ethnographie und Literaturwissenschaften an der Philosophischen Fakultät der Karlsuniversität Prag auf. 1937 beendete Strnadel seine Studien und nach Tätigkeiten bei verschiedenen Behörden übernahm er 1939 die Leitung der Bücherei des Ministeriums für Sozialfürsorge. 1942 erschien in Prag unter dem Titel Spisovatelům a čtenářům seine tschechische Übersetzung von Arthur Schopenhauers Über Schriftstellerei und Stil. Während der deutschen Besetzung wurde Strnadel zeitweilig in ein Konzentrationslager verschleppt. Nach Kriegsende kehrte er in seine alte Dienststelle zurück. Daneben arbeitete er von 1944 bis 1949 als Redakteur für den Verlag Josef Lukasík. 
1945 veröffentlichte Strnadel seinen ersten Roman Rok pod horami. 1946 promovierte er zum PhDr. Zwischen 1952 und 1957 lehrte er als Dozent am Lehrstuhl für Bibliothekswissenschaften der Karlsuniversität. Strnadel wirkte von 1956 bis 1977 als Direktor der Slawischen Bibliothek in Prag.
Strnad veröffentlichte einen Zyklus von lyrischen Geschichten aus der Mährischen Walachei. Er war außerdem Autor mehrerer wissenschaftlicher und volkskundlicher Werke, Verfasser von Bibliographien und übersetzte aus dem polnischen, russischen und deutschen ins tschechische. Zumeist wurden die Bücher zu seinen Bruder Antonín Strnadel illustriert.

## Werke
- Rok pod horami, 1945
- Vyhnal jsem ovečky až na Javorníček, 1963
- Černá slza, 1966
- Hořká tráva, 1969
- Noc v patách, 1969
- Noc je vlak, který jede domů, 1969
- U veselého věnce, Albatros, Prag 1975
- Zbojnickým chodníkem Volksliedersammlung, 1976
- O Stodolovém mistru, walachische Märchen, 1984
- Zamrzlá studánka, walachische Märchen, 1969
- Žitije slavnogo basnotvorca Ezopa; Prag 1968
- Josef Strnadel/Rudolf Smahel: Beskydy, Prag 1978
- Josef Strnadel/Jan Byrtus: Beskydy, Prag 1988